# World Trade Center (Sverige)

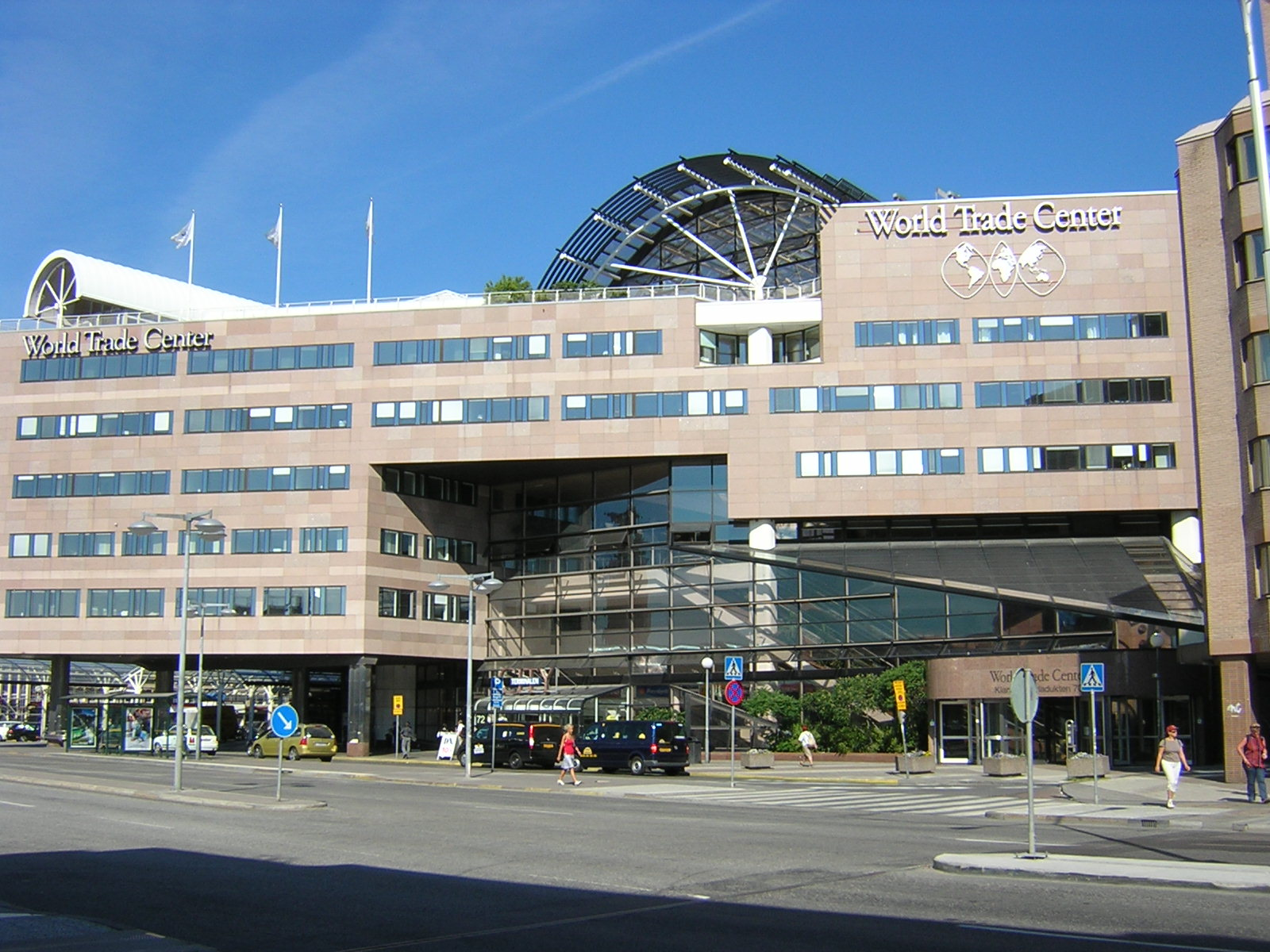
World Trade Center i Stockholm

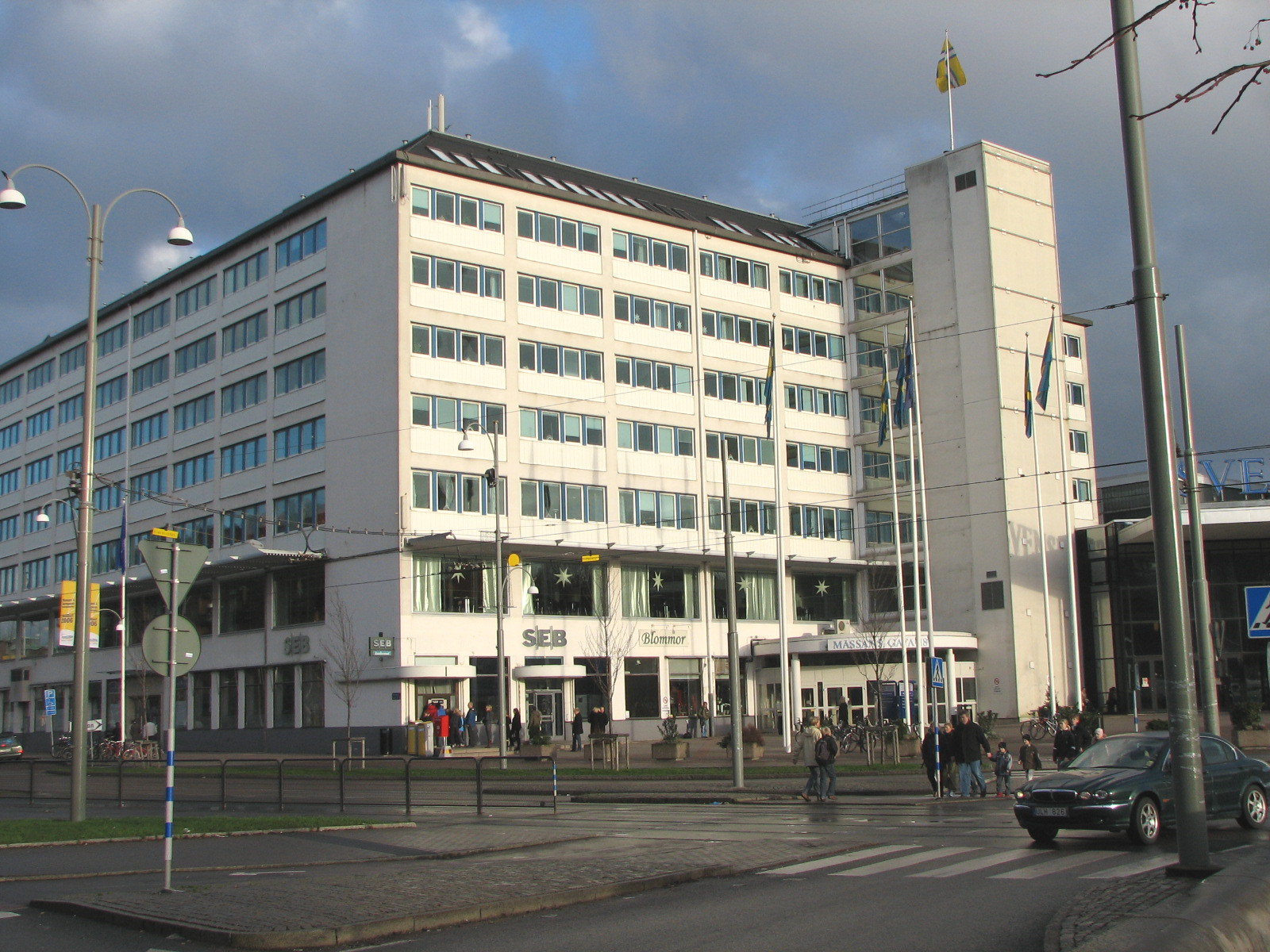
World Trade Center i Göteborg

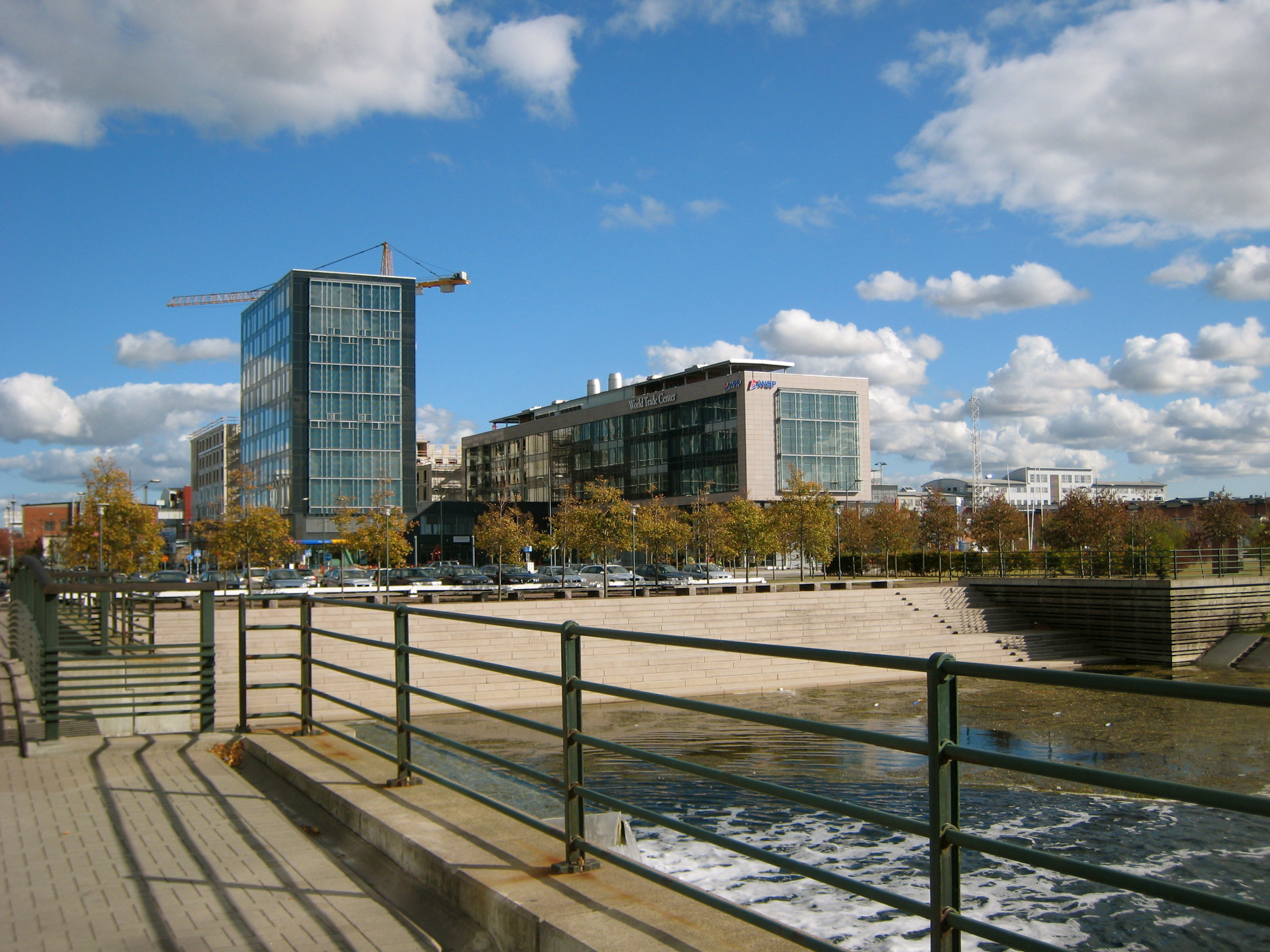
World Trade Center i Malmö

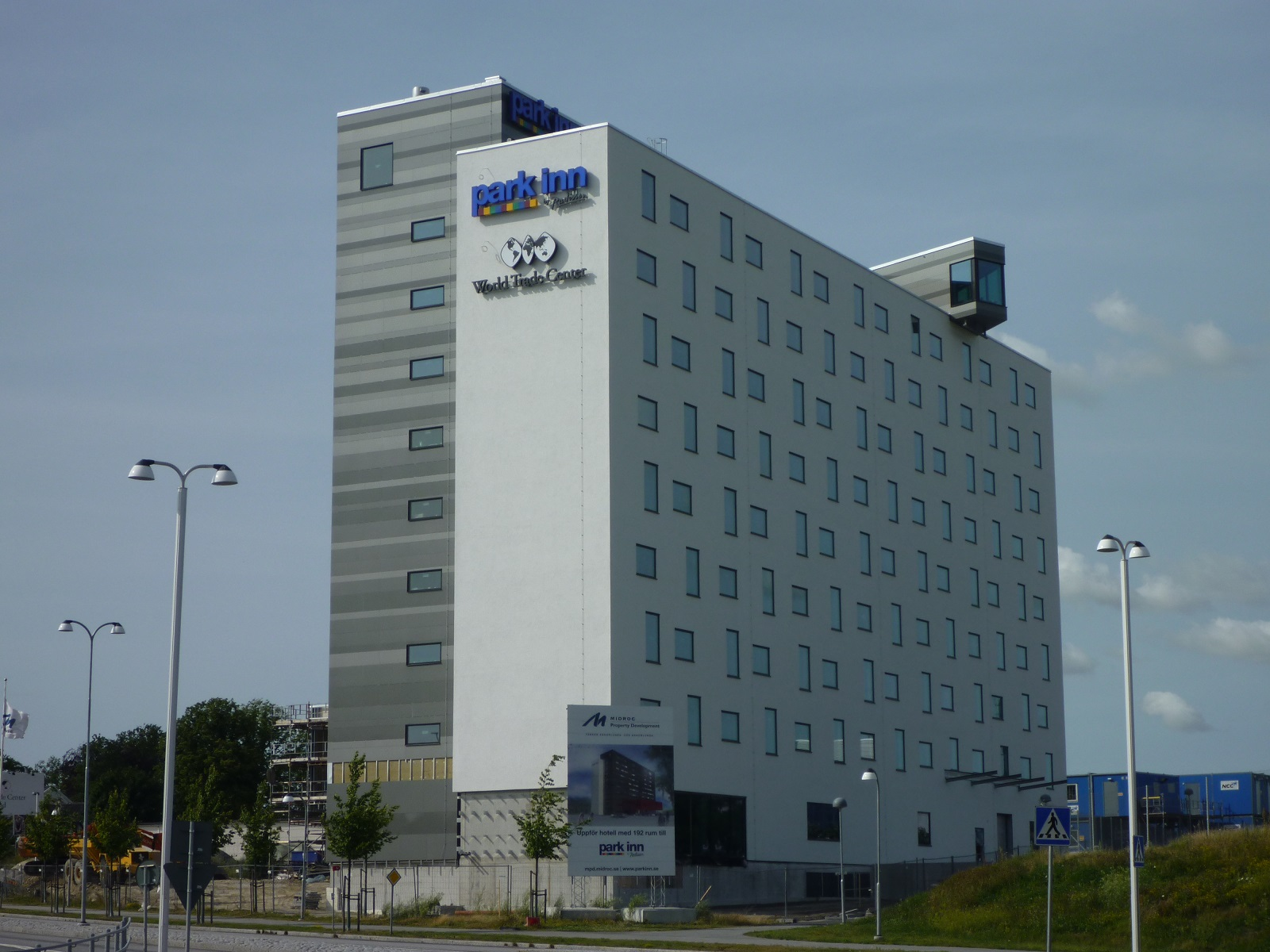
World Trade Center i Lund

World Trade Center i Sverige är en benämning på kontorsbyggnader med World Trade Centers namn i Göteborg, Lund, Malmö, Stockholm, Växjö och Karlskrona, avsedda för företag som arbetar med internationell handel. World Trade Center drivs och ägs lokalt, men måste vara en del av World Trade Centers Association. Det är en internationell organisation som utfärdar tillstånd att starta och driva World Trade Center.

## Stockholm
World Trade Center i Stockholm ligger vid Klarabergsviaduktens norra sida, mittemot centralstationen. Huset är sammanbyggt med Cityterminalen och har en kontorsyta på omkring 45 000 m².

## Göteborg
World Trade Center Göteborg har två kontorshotell, vid Mässans gata 10 Korsvägen samt Teatergatan 19, Avenyn.

## Malmö
World Trade Center i Malmö ligger i Västra Hamnen. (55°36′31.16″N 12°58′48.78″Ö / 55.6086556°N 12.9802167°Ö).

## Lund
Midroc bygger World Trade Center i Lund vid Borgs Park nära Tetra Pak. I första etappen byggs ett nytt hotell, Park Inn by Radisson med 10 våningar och 192 rum. Byggstart för den första etappen var i april 2012 och hotellet öppnade 2014.
För kommande etapper projekteras ca 1 000 arbetsplatser i två kontorsbyggnader på totalt 18 000 kvadratmeter. Den första delen, Alléhuset öppnade i februari 2016.
Nu finns det fyra våningar med kontor på Hedvig Möllers gata 12, och enligt planerna ska en grannbyggnad med fem våningar på Hedvig Möllers gata 5 vara klar för inflyttning våren 2022.[uppföljning saknas]

## Helsingborg
I den nya stadsdelen Oceanhamnen i Helsingborg bygger Midroc ett World Trade Center med kontor och hotell. Byggnationen började år 2018 och beräknas vara färdig 2021/2022.

## Växjö
Ett World Trade Center WTC Växjö, det fjärde i Sverige, har byggts på södra stationsområdet i Växjö Projektet innefattade ett handelscentrum med företagslokaler samt 250 bostäder och ett hotell och beräknades kosta runt en miljard kronor.
Byggnaden nominerades av nätverket Arkitekturupproret till en av de 10 fulaste byggnaderna uppförda år 2016, med motiveringen ”1960-talet ringde och ville ha tillbaka sin arkitektur”.
7 juli 2018 rasade en del av skärmtaket över utomhusserveringen vid WTC Växjö ned. Orsaken tros vara felaktiga infästningar.

## Karlskrona
Kommunalt beslut finns om att bygga ett World Trade Center vid Karlskrona centralstation. Området vid stationen byggs upp i flera etapper, med början 2013, till den nya stadsdelen Pottholmen.
Första spadtaget togs i juni 2019 och WTC-byggnaden planeras vara klar under 2020.[uppföljning saknas]